# 皇家高棉航空

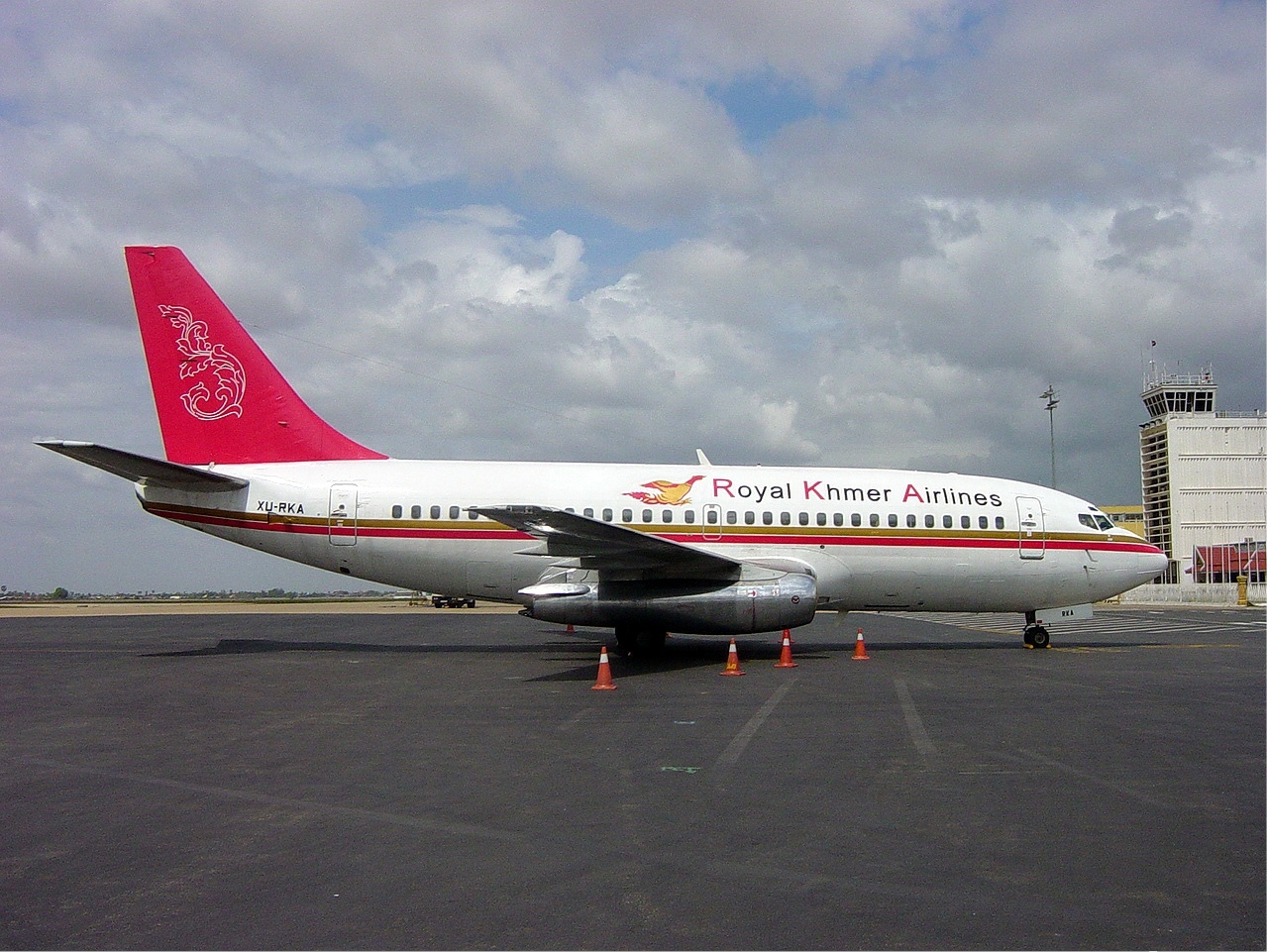
皇家高棉航空的波音737-200

皇家高棉航空 是一所以金邊為基本的航空公司，經營定期的國內及國際航線，於2001年投入商業服務。

## 機隊
- 2架B727-200F
- 5架B737-200

## 外部連結
- 皇家高棉航空 （页面存档备份，存于）